# Microchthonius rogatus
Espèce
Synonymes
- Chthonius rogatus Beier, 1938

Microchthonius rogatus est une espèce de pseudoscorpions de la famille des Chthoniidae.

## Distribution
Cette espèce est endémique de Croatie. Elle se rencontre dans la grotte Ješkalovica Jama à Selca sur Brač.

## Description
Les femelles mesurent de 1,70 à 2,00 mm.

## Publication originale
- Beier, 1938 : Vorläufige Mitteilung über neue Höhlenpseudoscorpione der Balkanhalbinsel. Studien aus dem Gebiete der Allgemeinen Karstforschung, der Wissenschaftlichen Höhlenkunde, der Eiszeitforschung und den Nachbargebieten, vol. 3, p. 5-8.